# Ys (album)
Ys – drugi album amerykańskiej wykonawczyni Joanny Newsom, wydany w 2006 roku przez wytwórnię Drag City. Nazwa albumu odnosi się do mitycznego miasta Ys, rzekomo wybudowanego na wybrzeżu Anglii lub Francji, a potem zatopionego przez ocean.
Album zawiera pięć długich utworów, które Newsom, jako autorka tekstów, określa jako pięć opowiadań, z których cztery opisują ważne dla niej wydarzenia, a piąty, "Only Skin", jest próbą znalezienia powiązań między nimi. 
Utwory są bogato aranżowane, w większości z nich prócz wokalu, harfy, gitary i gitary basowej można usłyszeć również mandolinę, akordeon oraz dwudziestodziewięcioosobową orkiestrę, której partie opracował znany amerykański kompozytor Van Dyke Parks. 

## Lista utworów
1. "Emily" – 12:07
2. "Monkey & Bear" – 9:29
3. "Sawdust & Diamonds" – 9:54
4. "Only Skin" – 16:53
5. "Cosmia" – 7:15